# Villa Montana (Dresden)

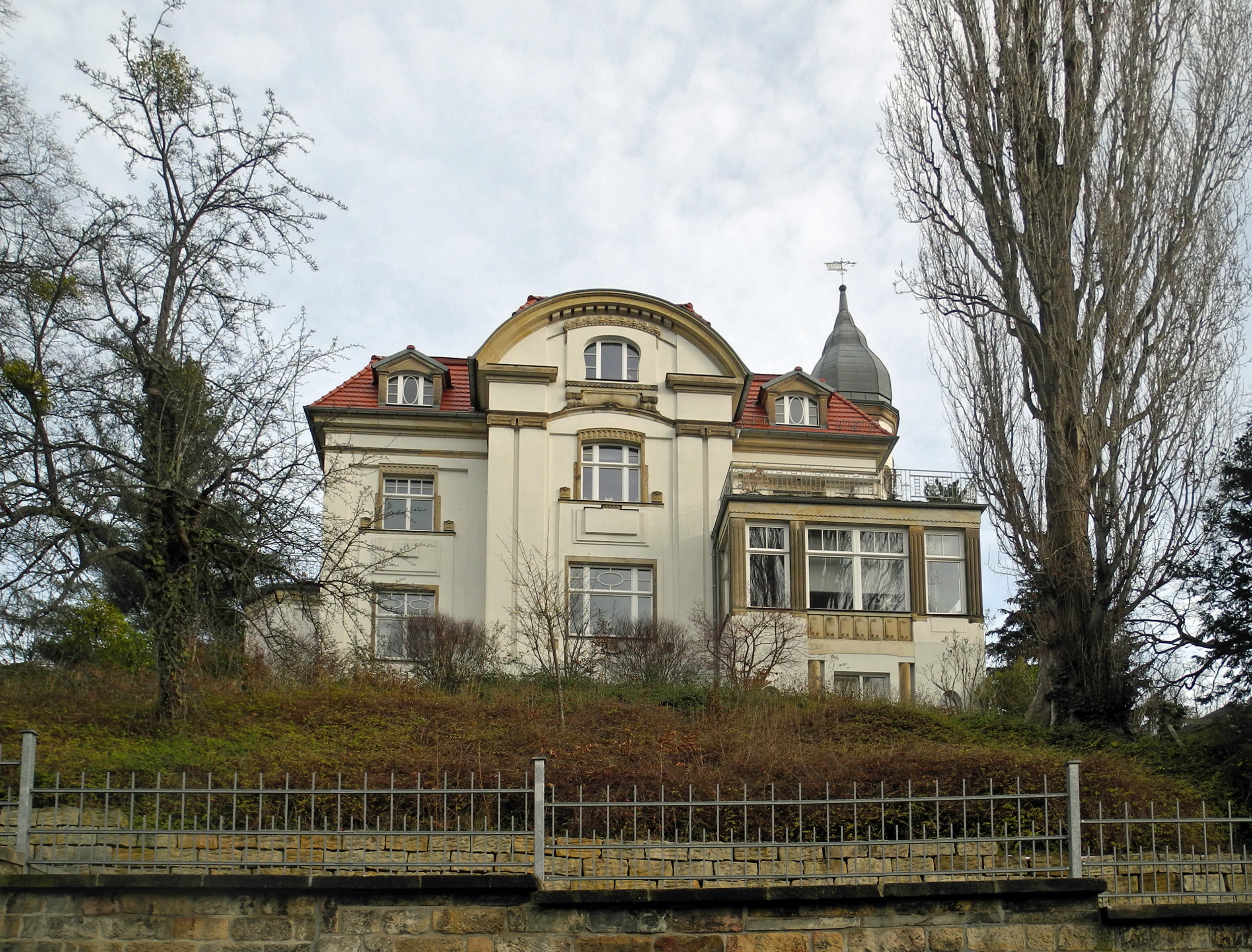
Villa Montana in Dresden-Loschwitz, Schillerstraße 2b

Die Villa Montana ist eine Villa in Dresden, Schillerstraße 2b im Stadtteil Loschwitz, die unter Denkmalschutz (ID-Nr. 09211188) steht.

## Geschichte

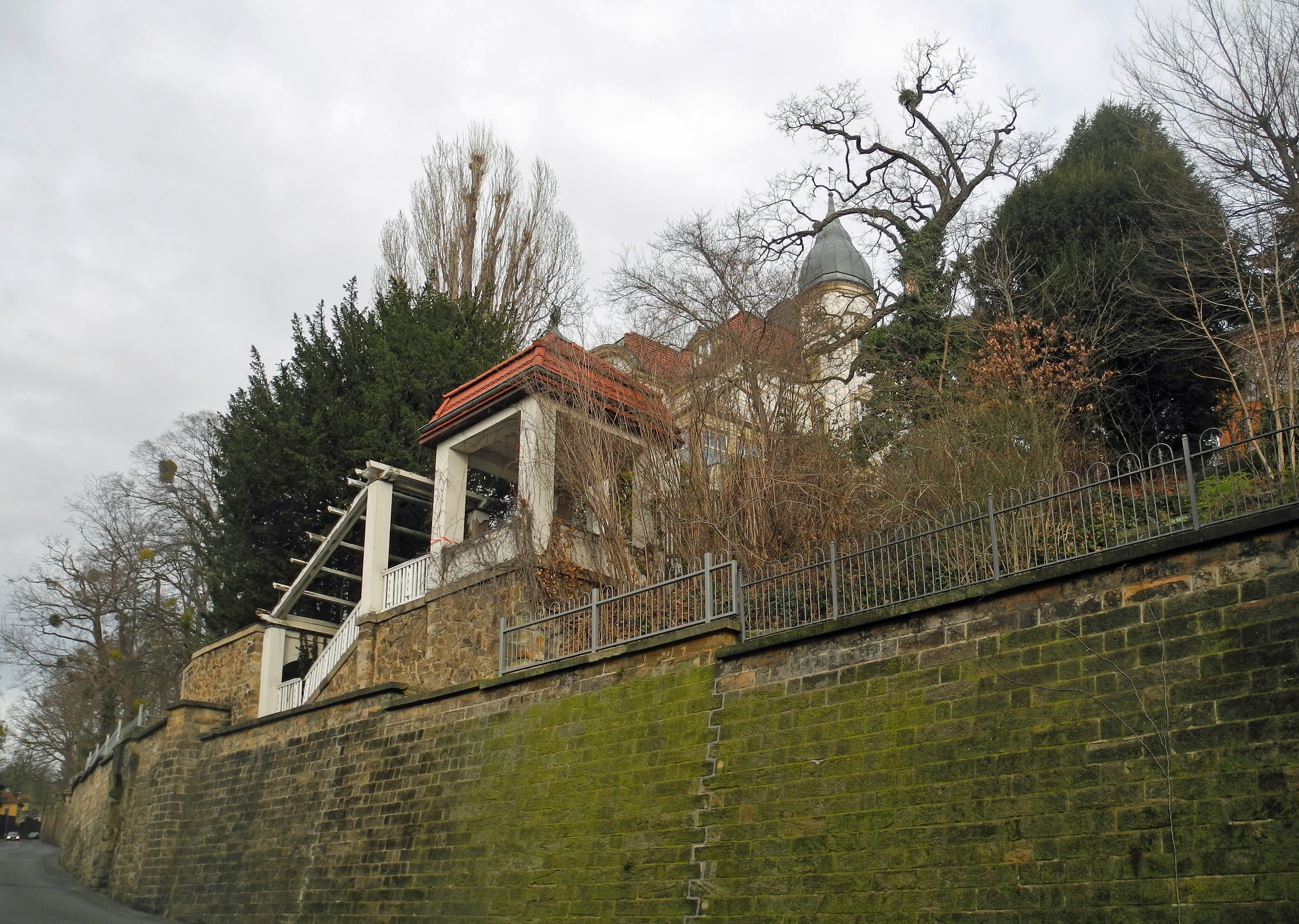
Zugang zur Villa über Treppenanlage und Pavillon

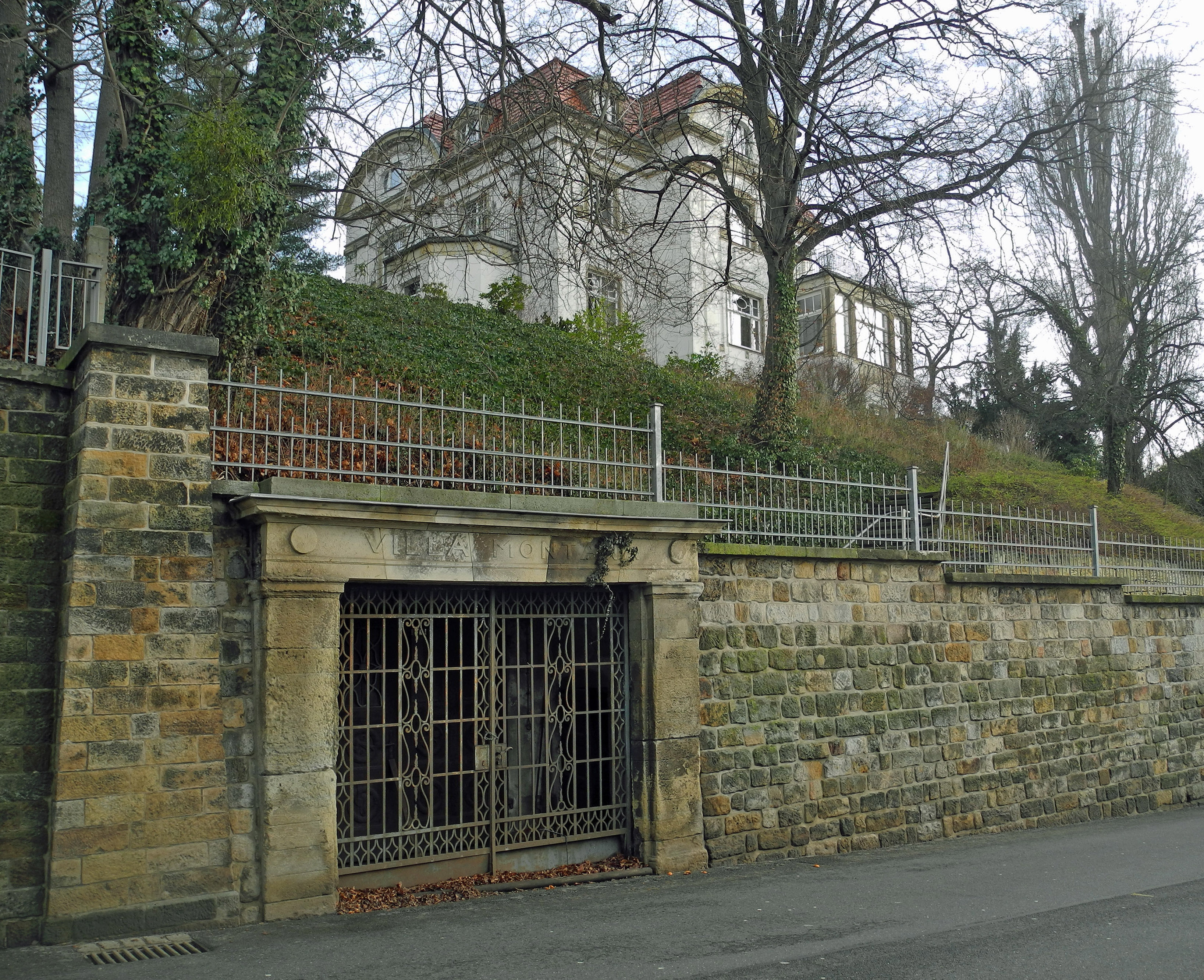
Ursprüngliche Garageneinfahrt zur Villa Montana

Das oberhalb der Schillerstraße gelegene Gelände war ursprünglich ein Weinberg, bevor es im Jahr 1908 vom Malzfabrikanten Paul König (1845–1910), Mitinhaber der Dresdner Malzfabrik AG, erworben wurde. Im Jahr 1909 ließ er vom Architekten Heino Otto (1869–1945) eine luxuriöse, großzügig ausgestattete Villa mit 24 Zimmern in einer versachlichten Spätform des Jugendstils errichten. Das Haus erhielt zunächst den Namen „Villa Luisa“. Der Name könnte sich auf die Frau des letzten sächsischen Königs, Luise von Toskana (1870–1947) beziehen, zu der die Tochter des Bauherrn Paula König (1878–1963) eine freundschaftliche Beziehung hatte. Eine weitere Freundin der Tochter Paula war die Opernsängerin Eva von der Osten (1881–1936), für die sie einen kleinen Konzertsaal an die Villa anbauen ließ.
Nach dem Tod von Paul König wurden Grundstück und Villa an Paul Gruhl (1873–1945) verkauft.
Wegen seiner beruflichen Tätigkeit als Bergbauunternehmer gab er seinem neuen Domizil den Namen „Villa Montana“, den sie noch heute trägt. Auf Grund seines Vermögens konnte er mit seiner Familie in der Villa ein luxuriöses Leben führen, u. a. mit Dienerschaft und Chauffeur. Im Laufe des Zweiten Weltkrieges erfolgten Einquartierungen von Soldaten, Flüchtlingen und Ausgebombten. Die Bombenangriffe vom 13./14. Februar 1945 hatte die Villa mit nur leichten Beschädigungen überstanden.
Im Januar 1946 wurde die Familie Gruhl enteignet und die Villa von der sowjetischen Besatzungsmacht übernommen und später zu Volkseigentum erklärt. Im Jahr 1951 wurde Villa und Grundstück der Vermögensverwaltung des FDGB übergeben. Bis 1976 wurde die Villa als Ferienheim genutzt, danach vom FDGB-Bundesvorstand in Berlin. Die Villa wurde zum Gästehaus umgebaut und eine Zufahrt über das Nachbargrundstück Villa Orlando, Schillerstraße 4 angelegt. Nach 1990 wurde die Villa Montana privatisiert, später saniert und weiterverkauft.
Die Villa »Montana« wird als Wohn- und Bürohaus genutzt.

## Bau
Die Villa Montana (Schillerstr. 2b) wurde 1908 vom Architekten Heino Otto errichtet und war die Wohnstätte der Unternehmer-Familien Paul König und Paul Gruhl. Die Villa mit Eingangsportal, Treppenanlage, Pavillon und Stützmauer steht unter Denkmalschutz. Das Gebäude wird laut Denkmaltext als markantes Beispiel für die versachlichte Architektur nach 1900 angesehen, die durch vereinfachte historistische Schmuckelemente gekennzeichnet war, dominiert von Mittelrisalit, Turmanbau und hohem, bewegtem Dach. Das gesamte Areal wird als baugeschichtlich und künstlerisch bedeutend, als städtebaulich und landschaftsgestalterisch von Belang sowie als ein markanter Teil des stadtentwicklungsgeschichtlich unverwechselbaren Elbhangs eingeschätzt. Besonders betont werden muss die aufwendige, äußere Gestaltung mit Treppenaufgang und Pavillon sowie der Einbau der ursprünglichen Garage direkt im Berggelände an der Schillerstraße.